# مارگا لوپز
مارگا لوپز (اسپانیایی: Marga López‎؛ ‏ ۲۱ ژوئن ۱۹۲۴ – ۴ ژوئیهٔ ۲۰۰۵) بازیگر اهل مکزیک بود.
از فیلم‌ها یا برنامه‌های تلویزیونی که وی در آن نقش داشته است، می‌توان به چهره فرشته کوچک، زمان مردن، نازارین و گناه اشاره کرد.
وی همچنین برندهٔ جوایزی همچون جایزه آریل شده است.